# 穆凯里亚恩
穆凯里亚恩（Mukerian），是印度旁遮普邦Hoshiarpur县的一个城镇。总人口21379（2001年）。

## 人口
该地2001年总人口21379人，其中男性11181人，女性10198人；0—6岁人口2311人，其中男1286人，女1025人；识字率77.27%，其中男性为80.20%，女性为74.06%。